# Condé-sur-Huisne
Condé-sur-Huisne is een plaats en voormalige gemeente in het Franse departement Orne in de regio Normandië en telt 1252 inwoners (2005). De plaats maakt deel uit van het arrondissement Mortagne-au-Perche.

## Geschiedenis
Condé-sur-Huisne is op 1 januari 2016 gefuseerd met de gemeenten Condeau en Coulonges-les-Sablons tot de gemeente Sablons sur Huisne. 

## Geografie
De oppervlakte van Condé-sur-Huisne bedraagt 17,4 km², de bevolkingsdichtheid is 72,0 inwoners per km². In de plaats ligt spoorwegstation Condé-sur-Huisne.
De onderstaande kaart toont de ligging van Condé-sur-Huisne met de belangrijkste infrastructuur en aangrenzende gemeenten.

## Demografie
Onderstaande figuur toont het verloop van het inwonertal (bron: INSEE-tellingen).